# Польское общество рационалистов
Польское общество рационалистов (пол. Polskie Stowarzyszenie Racjonalistów) (акроним: ПОР/PSR) — общество философически-научного, идеологического и этического характера, которое объединяет человека с рационалистическим мировоззрением. Возникло на основе виртуального сообщества собранного вокруг портала Racjonalista.pl. Общество основал и был его первым председателем Мариуш Агносевич. ПОР было включено в KRS (регистрационный суд в Польше) 6 июля 2005 г.
ПТР является членом Польской гуманистической федерации и Международного гуманистического и этического молодежного союза (IHEYO). В декабре 2010 г. Общество насчитывало около 230 членов.
2005—2006 гг. публичная администрация создавала трудности в регистрации Общества. 26 апреля 2005 г. составлена была заявление о регистрации в KRS, впервые по частые воспринята, а затем 23 ноября 2005 г. после протесты Городского совета в Вроцлаве суд отказал регистрации. Общество выиграло апелляцию и окончательно было вписано в реестр 10 ноября 2006 г..

## Цели
Уставные цели Общества:
1. объединять и интегрировать польское рационально настроенное среду в ассоциации способную к общественному развитию и укрепление самостоятельной и критической мысли, умственного и научного познавания и объяснению окружающего мира;
2. развивать и пропагандировать мировоззрение основано на научных знаниях, уме, опыте и светской и гуманистической этике;
3. развивать толерантные отношения, бороться с предубеждениями и поддерживать идеи открытого общества;
4. бороться с распространением вредных стереотипов, которые влияют на ограничение индивидуального развития человека и действовать ради свободы единицы в рамках настоящего закона;
5. популяризировать науку и научные методы; защищать узор науки в обществе перед современными попытками его дискредитации и деформирования; пропагандировать общественное значение науки и поднятие ее публичного приоритета;
6. действовать ради развития информационного общества;
7. действовать для устранения влияния иррациональных идеологий на государственном законодательство, развитие науки, художественную деятельность и нравственность;
8. действовать ради отделения церкви от государства и мировоззренческого нейтралитета государства;
9. защищать интересы членов Общества, в рамках своих возможностей, от идеологического, политического и общественного давления, который ограничивает свободу мысли и действия и развитие науки, культуры и искусства; поддерживать и защищать лица, которые непосредственно или посредственно дискриминированы, в основном по поводу мировоззрения, сексуальной ориентации, национальности, расы, этнического происхождения и пола, а также помогать людям в реализации своих прав;
10. способствовать творческой, активной, общественной и гражданской позиции; действовать ради развития и реализации интересов, знаний и подношения интеллектуального уровня своих членов.